# NCT 127 (альбом)
NCT 127 — дебютный мини-альбом южнокорейского бой-бенда NCT 127 второго юнита NCT. Он был выпущен в цифровом виде 10 июля 2016 года и физически 11 июля 2016 года, состоящий из семи треков, включая ведущий сингл «Fire Truck».

## Предпосылки и промоушен
30 июня 2016 года было объявлено, что дебютирует второй юнит NCT под названием NCT 127, с номером 127, относящимся к долготе Сеула. NCT 127 состоит из четырёх членов из предыдущего подразделения NCT U (Тэён, Джехён,Тэиль и Марк) и трех новых участников (Юта, Хэчан и Винвин).
Группа дебютировала 7 июля 2016 года, с музыкальным видео для их дебютного сингла «Fire Truck» установленная дата для выпуска в полночь, но был отложен до полудня в тот же день. NCT 127 исполнили заглавную песню и би-сайд трек «Once Again» для их дебютного этапа на M! Countdown
7 июля.
Альбом был выпущен в цифровом виде 10 июля и физически выпущен 11 июля. Альбом включает бонус-трек «Switch», который ранее был исполнен участниками на шоу SM Rookies Show в 2015 году. Песня, как и её музыкальное видео, была записана в 2015 году и с опозданием выпущена 20 декабря 2016 года. В песне представлены участники из подразделений 127, U и Dream, а также бывший участник SM Rookie Хансоль.

## Концепт
Альбом содержал различные жанры, такие как hip-top, трэп, мумбатон («Fire Truck»); ретро («Once Again»), электропоп («Wake Up», «Another World») и данс поп («Paradise»).

## Коммерческий успех
NCT #127 вошел под номером 2 в чарте Gaon Album. На своей третьей неделе альбом возглавил диаграмму Альбом также дебютировал под номером 2 в мировом альбомном чарте.
Мини-альбом вошел и достиг 3-го места в чарте Gaon Album за июль 2016 года, продав 60 118 копий. Он занял 32-е место в альбомном чарте Gaon за 2016 год, продав в общей сложности 83 272 физических копии.

## Трек-лист
| №                   | Название                                  | Текст песни                                   | Музыка                                                                                     | Arrangement                       | Длительность |
| ------------------- | ----------------------------------------- | --------------------------------------------- | ------------------------------------------------------------------------------------------ | --------------------------------- | ------------ |
| 1.                  | «Fire Truck» (소방차, sobangcha)          | Taeyong, Mark, Jaehyun, Jam Factory           | LDN Noise, Tay Jasper, Ylva Dimberg                                                        | LDN Noise                         | 2:59         |
| 2.                  | «Once Again» (여름 방학, yeoreum banghak) | Jo Yoon Kyung                                 | Chris Wahle, Andreas Oberg                                                                 |                                   | 3:10         |
| 3.                  | «Wake Up»                                 | Kim In-hyung, Baek In-kyung, Cho Jin-joo      | LDN Noise, Tay Jasper                                                                      | LDN Noise                         | 2:57         |
| 4.                  | «Another World»                           | Kim Min-ji, Lee Seul                          | Timothy 'Bos' Bullock, Tay Jasper, Adrian Mckinnon, Jamil 'Digi' Chammas, Leven Kali, MZMC | Timothy 'Bos' Bullock, Tay Jasper | 3:32         |
| 5.                  | «Paradise»                                | 1월 8일 (Jam Factory), Jung Joo-hee, Realmeee | Henry Hill, The Colleagues, Otha 'Vakseen' Davis III                                       | G.Bliz for TDL, Inc.              | 3:27         |
| 6.                  | «Mad City» (Jaehyun, Taeyong & Mark)      | Mark, Taeyong, Double Dragon                  | Donald 'haZEL' Sales, Double Dragon                                                        | Double Dragon                     | 3:19         |
| 7.                  | «Switch» (feat. SR15B)                    | Jung Joon-hee, Kang Eun-jung                  | Tay Jasper, Trey Campbell, Rosina 'Soaky' Russell, LDN Noise                               | LDN Noise                         | 3:05         |
| Общая длительность: | Общая длительность:                       | Общая длительность:                           | Общая длительность:                                                                        | Общая длительность:               | 22:31        |

## Чарты

### Еженедельные чарты
| Чарты (2016)                     | Пиковые позиции |
| -------------------------------- | --------------- |
| French Digital Albums (SNEP)     | 79              |
| Japanese Albums (Oricon)         | 40              |
| South Korean Albums (Gaon)       | 1               |
| US Heatseekers Album (Billboard) | 22              |
| US World Albums (Billboard)      | 2               |

### Monthly charts
| Чарты (2016)                 | Высшая позиция |
| ---------------------------- | -------------- |
| South Korea Gaon Album Chart | 3              |

### Годовой чарт
| Чарты (2016)                 | Высшая позиция |
| ---------------------------- | -------------- |
| South Korea Gaon Album Chart | 32             |

## Продажи
| Чарты                 | Сумма   |
| --------------------- | ------- |
| Gaon physical sales   | 88,922+ |
| Oricon physical sales | 6,235+  |